# Gustav-Adolf-Kirche (Weiz)

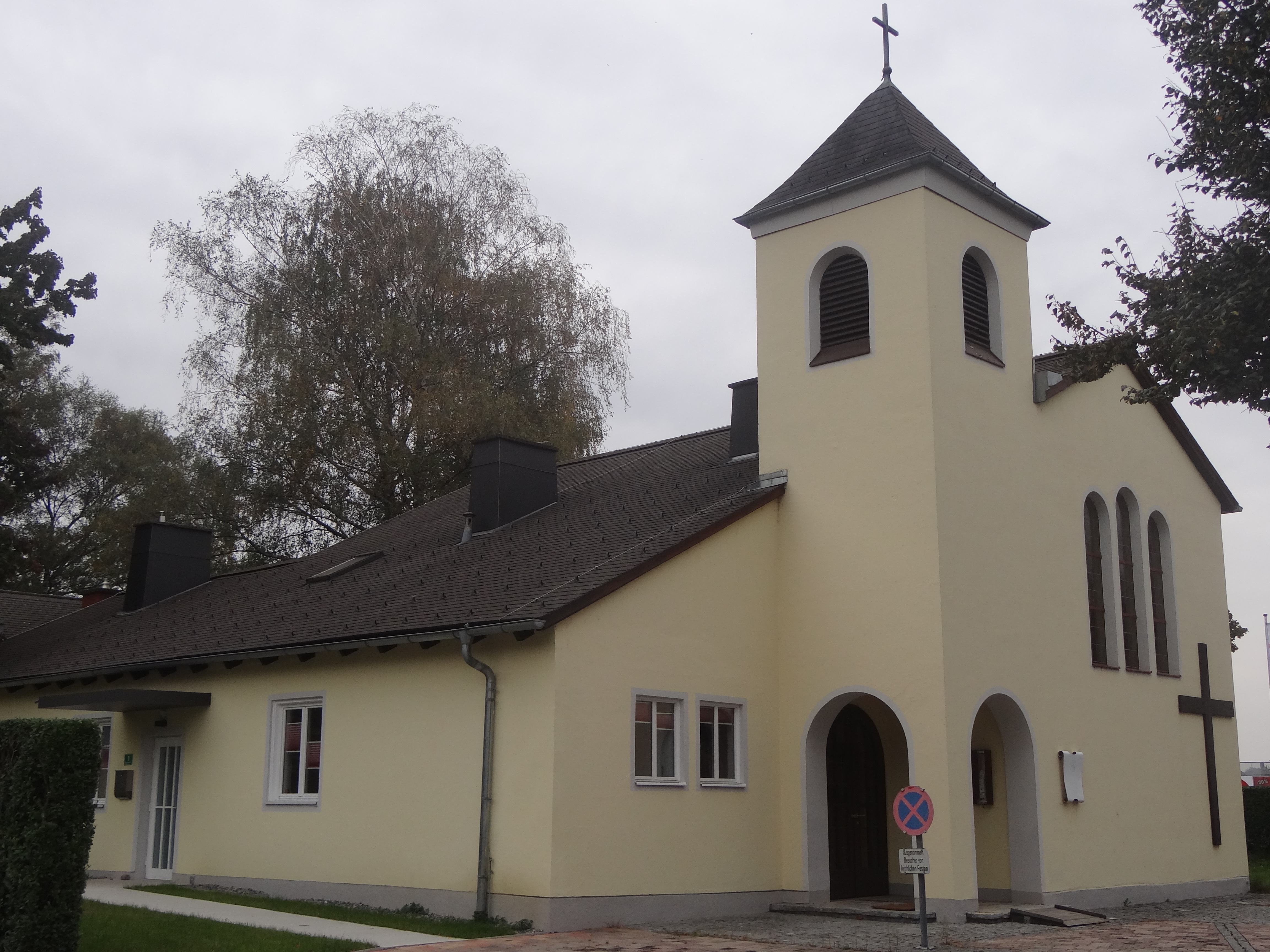
Gustav-Adolf-Kirche Weiz

Die Gustav-Adolf-Kirche ist die evangelisch-lutherische Pfarrkirche von Weiz in der Steiermark. Sie gehört zur Evangelischen Superintendentur A. B. Steiermark.

## Geschichte
Unter dem Schutz der Grafen Stubenberg auf Schloss Gutenberg waren um 1550 Teile der Bevölkerung von Weiz protestantisch geworden und Taborkirche und Bürgerfriedhof von den Protestanten in Besitz genommen worden. Otto von Radmannsdorf auf Schloss Radmannsdorf erhielt vom Landesfürsten für den Bau einer evangelischen Kirche eine Buße auferlegt.
Nachdem im Jahre 1600 die Gegenreformation durchgeführt worden war, kam es erst 300 Jahre später wieder zu reformatorischer Tätigkeit in Weiz. 1922 wurde ein Vikar für Weiz bestellt, 1929 Weiz als selbständige Pfarre von der Grazer Heilandskirche abgelöst, der für 1931 geplante Bau eines Bethauses konnte aufgrund der Weltwirtschaftskrise nicht realisiert werden. Stattdessen entstand 1933/34, zunächst als Friedhofskapelle und Filialkirche der Pfarre Weiz, die Christuskirche in Gleisdorf nach Plänen von Theodor Hager als ein einfaches Bauwerk mit turmartigem Vorbau, die in der Folgezeit das eigentliche Pfarrzentrum von Weiz wurde. Erst 1954 bis 1957 wurde in Weiz die Gustav-Adolf-Kirche nach Plänen der beiden Wiener Architekten Sepp Schuster und Friedl Lauber errichtet, die in malerischer Weise das seitlich angebaute Pfarrhaus mit der Kirche unter ein gemeinsames Schleppdach zusammenzogen und einen einfachen Turmkörper mit offener Halle als Bindeglied einfügten. Das Innere des schlichten, ungeteilten Saalraums ist durch eine Holzbalkendecke geschlossen.